# Кюнье
Кюнье́ (фр. Cugney) — коммуна во Франции, находится в регионе Франш-Конте. Департамент — Верхняя Сона. Входит в состав кантона Марне. Округ коммуны — Везуль.
Код INSEE коммуны — 70192.

## География
Коммуна расположена приблизительно в 300 км к юго-востоку от Парижа, в 27 км северо-западнее Безансона, в 45 км к юго-западу от Везуля.
По территории коммуны протекает небольшая река Тениз (фр. Tenise), левый приток реки Сона.

## Население
Население коммуны на 2010 год составляло 183 человека.
| 1962 | 1968 | 1975 | 1982 | 1990 | 1999 | 2010 |
| ---- | ---- | ---- | ---- | ---- | ---- | ---- |
| 155  | 141  | 139  | 127  | 133  | 155  | 183  |

## Экономика

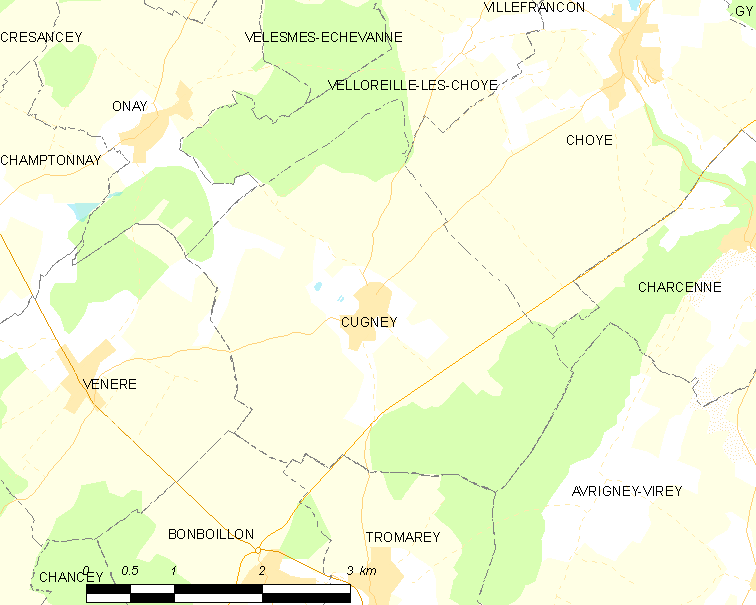
Карта коммуны

В 2010 году среди 110 человек трудоспособного возраста (15—64 лет) 92 были экономически активными, 18 — неактивными (показатель активности — 83,6 %, в 1999 году было 79,8 %). Из 92 активных жителей работали 88 человек (47 мужчин и 41 женщина), безработных было 4 (1 мужчина и 3 женщины). Среди 18 неактивных 3 человека были учениками или студентами, 8 — пенсионерами, 7 были неактивными по другим причинам.